# Col de Raspaillon
Le col de Raspaillon (ou col des Granges Communes) est un col de montagne situé dans le sud des Alpes en France à une altitude de 2 513 mètres.

## Situation
Ce col est situé à la limite des départements des Alpes-Maritimes et des Alpes-de-Haute-Provence. Il se trouve sur la route d'accès au col de la Bonette depuis la vallée de la Tinée, trois kilomètres avant celui-ci. De l'autre côté du col, des sentiers permettent de redescendre vers Jausiers.